# 屈伊
屈伊（法語：Cuy，法語發音：[kɥi]）是法国勃艮第-弗朗什-孔泰大区约讷省的一个市镇，属于桑斯区。

## 地理
屈伊（48°15'28"N, 3°15'53"E）面积6.97 平方千米，位于法国勃艮第-弗朗什-孔泰大區约讷省，该省份为法国中北部内陆省份，西接卢瓦雷省，西北接塞纳-马恩省，南至涅夫勒省，东临科多尔省，东北与奥布省接壤。
与屈伊接壤的市镇（或旧市镇、城区）包括：埃夫里、奥勒斯河畔拉沙佩勒、日西莱诺布勒、圣但尼莱桑斯、苏西、维勒佩罗。

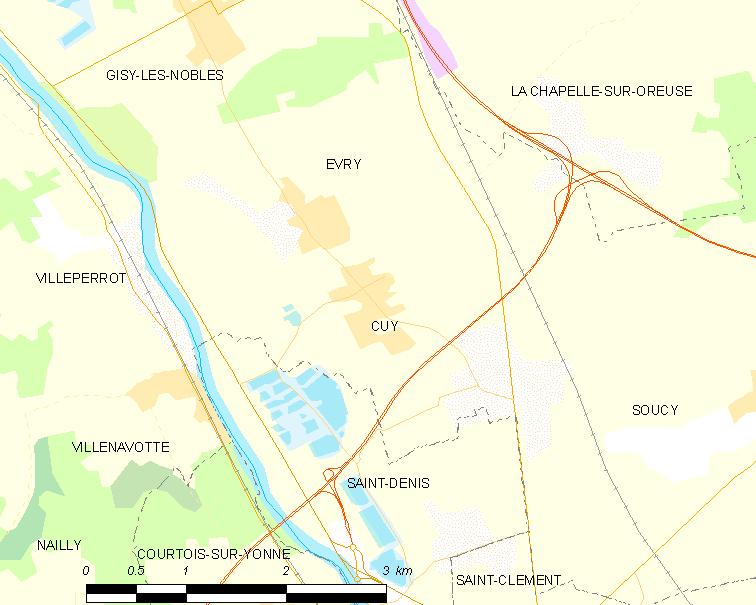
屈伊的OSM定位图

屈伊的时区为UTC+01:00、UTC+02:00（夏令时）。

## 行政
屈伊的邮政编码为89140，INSEE市镇编码为89136。

## 政治
屈伊所属的省级选区为奥勒斯河畔托里尼县。

## 人口

1962-2008年间屈伊人口变化图示

屈伊于2022年1月1日时的人口数量为863人。